# Barraca de Can Berta (Roses)
Barraca de Can Berta és una construcció popular del municipi de Roses (Alt Empordà) inclosa en l'Inventari del Patrimoni Arquitectònic de Catalunya.

## Descripció
Situada al nord-est del nucli urbà de la població de Roses, a la zona dels Hortells i a pocs metres al sud del mas de can Berta, al costat del camí que li dona accés.
Barraca de planta circular actualment força degradada. Ha perdut la coberta i bona part de la part posterior està enderrocada. Presenta un portal d'accés rectangular amb llinda monolítica. La construcció està bastida amb la tècnica de la pedra seca. Les pedres són majoritàriament allargades i estan disposades en filades més o menys regulars, sobretot el parament que integra la porta. També hi ha grans pedres desbastades i diverses pedres petites utilitzades per regularitzar i falcar el parament.

## Història
L'origen històric de les barraques de pedra seca es remunta a èpoques ancestrals, no ben definides, i tradicionalment s'ha dividit funcionalment entre cabanes de pastors i cabanes de vinya i olivars.
Al Cap de Creus hom pot generalitzar que les cabanes de vinya van lligades al moment àlgid de l'explotació agrícola, especialment la vinícola a partir dels segles xviii i xix. El conreu de vinyes va ser impulsat pel monestir de Sant Pere de Rodes, propietari d'una bona part de les terres que formen el Cap de Creus.
A partir de 1865 quan la fil·loxera començar a afectar greument a les vinyes franceses, el conreu de la vinya empordanesa es veu afavorit incrementant les seves explotacions, principalment cap a Gènova i Roma. Aquest auge va davallar amb la introducció de la fil·loxera al país cap al 1865, fent estralls en l'economia empordanesa i provocant una gran crisi en el sector, continuada de diferents migracions cap a, principalment, Cuba i l'Argentina.
És a partir d'aquest moment en què, hom pot parlar que el conreu de vinyes passa a ser una activitat econòmica secundària i complementària a la pesca, l'horticultura o el conreu de les oliveres.
La funció bàsica de les cabanes de pedra seca era tant l'aixopluc en moments de mal temps, com a magatzem per guardar les eines de treball.
A l'Empordà, les barraques de pedra seca es troben en diversos sectors, però es poden agrupar en tres principals: el format per la Serra de l'Albera i el Cap de Creus, on destaca la construcció emprant llicorella; un altre que abastaria el massís del Montgrí, de substrat calcari; i l'últim format pel paratge de la Garriga i per la serra dels Tramonts, també calcari.